# EUSTORY
EUSTORY – History Network for Young Europeans ist ein Zusammenschluss unabhängiger zivilgesellschaftlicher Organisationen aus 22 europäischen Ländern, die nationale Geschichtswettbewerbe für Jugendliche (meist Schüler) nach der Methode des forschenden Lernens durchführen.

## Aktivitäten
Seit 2001 haben europaweit 252.000 Jugendliche mit 102.000 Beiträgen an diesen Geschichtswettbewerben teilgenommen. Die Organisation veranstaltet regelmäßig internationale Jugendseminare, die einen kritischen Dialog über die gemeinsame europäische Vergangenheit und Zukunft ermöglichen sollen.
Darüber hinaus sollen mit internationalen Seminaren, Konferenzen, Workshops, Lehrerfortbildungen und Publikationen Denkanstöße für Diskussionen zur europäischen Identität angeregt werden. Damit sollen junge Menschen zu mündigen Bürgern Europas qualifiziert und ermutigt werden, Verantwortung in Europa zu übernehmen. Nachdem hierzu in den Anfangsjahren „Youth Academies“ und später „History Camps“ den Schwerpunkt bildeten, findet seit 2017 jährlich der „EUSTORY Next Generation Summit“ mit unterschiedlichen thematischen Schwerpunkten statt. Darüber hinaus initiierte die Körber-Stiftung auch die Plattform „EUSTORY History Campus“, auf der sich die Preisträger austauschen können. Ein Team aus jungen Europäern gestaltet außerdem einen eigenen öffentlichen Blog mit verschiedenen Beiträgen aus den Bereichen Geschichte, Identität(en) und Politik.
Die Organisation unterstützt eine europäische Perspektive auf Geschichte, die Ausgrenzung vermeidet und Verständigung fördert. Der Grundsatz der Initiative lautet „Europäische Geschichte von unten betrachten und die Vielzahl unterschiedlichster Erfahrungen erkennen und akzeptieren“.
2007 erhielt EUSTORY den Deutschen Nationalpreis.

## Mitglieder und Struktur
Das Netzwerk wurde 2001 auf Initiative der Körber-Stiftung gegründet, die auch die Geschäftsführung übernahm. Europaweit unterstützen mehr als 2500 Freiwillige die Arbeit.

## Schirmherren
- Jacques Delors
- Romano Prodi
- Martti Ahtisaari[7], Sir Peter Ustinov und Johannes Rau waren zu ihren Lebzeiten Schirmherren.